# پاچو (بوتان)
پاچو (به لاتین: Pachu) یک منطقهٔ مسکونی در بوتان (کشور) است که در استان چوخا واقع شده‌است.
 پاچو   ۶۵۶٫۲۴ متر بالاتر از سطح دریا واقع شده‌است.